# Opisthoxia subalba
Opisthoxia subalba là một loài bướm đêm trong họ Geometridae.